# Лушань (Пиндиншань)
Луша́нь (кит. упр. 鲁山, пиньинь Lǔshān) — уезд городского округа Пиндиншань провинции Хэнань (КНР). Уезд назван в честь горы Лушань.

## История
При империи Хань был создан уезд Луян (鲁阳县). При династии Северная Вэй он был переименован в Шаньбэй (山北县). При империи Суй в 617 году уезд получил название Лусянь (鲁县), а при империи Тан в 627 году был переименован в Лушань.
В 1949 году был создан Специальный район Сюйчан (许昌专区), и уезд вошёл в его состав. В 1969 году Специальный район Сюйчан был переименован в Округ Сюйчан (许昌地区).
В 1983 году уезд был передан в состав городского округа Пиндиншань.

## Административное деление
Уезд делится на 4 уличных комитета, 5 посёлков и 15 волостей.

## Достопримечательности
- Будда Весеннего Храма